# Зінченко Петро Іванович
Петро́ Іва́нович Зі́нченко (* 12 липня 1903, Ніколаєвськ, Царицинська губернія, Російська імперія — †17 лютого 1969, Харків, Українська РСР, СРСР) — український радянський психолог.

## Біографія
У 1930 закінчив Харківський інститут народної освіти. Працював вчителем та інспектором відділу народної освіти. З 1932 року працював у відділі генетичної психології Української психоневрологічної академії, потім — у відділі педагогічної психології Українського науково-дослідного інституту педагогіки та на кафедрі Харківського педагогічного інституту імені Г. С. Сковороди. Доктор педагогічних наук (1959). З 1960 року — професор Харківського університету.
З 1931 року долучився до роботи учнів Лева Виготського, які очолили сектор психології Всеукраїнської психоневрологічної академії та працювали в ряді наукових інститутів і вишів тогочасної столиці УРСР. Відтак, Петро Іванович учасник харківської психологічної школи.
Наприкінці 1930-х рр. проводив експериментальні дослідження в галузях генетичної та когнітивної психології (вивчення функції пам'яті). Наукові інтереси стосувались діяльнісної зумовленості вищих психічних функцій, особливо, пам'яті, мимовільного запам'ятовування. Найбільш великі досягнення П. Зінченка пов'язані з вивченням вікового розвитку мимовільної і довільної пам'яті. На основі теорії діяльності відкрив і ретельно досліджував цілий ряд мнемічних ефектів: ефект інтерференції мнемичного і «пізнавального» завдань; структурно-діяльнісний ефект (матеріал, що становить мету дії, запам'ятовується більш ефективно, ніж аналогічний матеріал, що відноситься до умов досягнення мети); негативний ефект віку (перевагу першокласників над старшими віковими групами в мимовільному запам'ятовуванні чисел при вирішенні арифметичних завдань); а також ефект, який відкрили американські когнітивні психологи Н. Сламека та П. Граф (1978), дали йому назву «ефект генерації» (краще запам'ятовується матеріал, який випробовувані самі придумують, порівняно з аналогічним матеріалом, який їм пред'являється). Останній можна розглядати як варіант структурно-діяльнісного ефекту і, по справедливості, повинен називатися «ефектом Зінченко». Дослідження П. Зінченка мали тісний зв'язок з педагогічною практикою.
Учасник війни 1941—1945 рр. На відміну від колег (О. Запорожця та П. Гальперіна), які виїхали в Москву, по війні продовжив роботу в Харкові. Створив і очолював до своєї смерті кафедру психології Харківського державного університету. А його учень — Г.Середа у 1972 році керував відділенням психології, одним з трьох в СРСР, де готували фахівців-психологів.
Нагороджений радянськими відзнаками та медалями. В Харківському університеті відкрита аудиторія його імені.
Син Петра Зінченка — Володимир Петрович — автор багатьох робіт з теоретичної та інженерної психології, ергономіки.